# Lipps, Inc.
Lipps, Inc. war eine US-amerikanische Disco-Studioformation aus Minneapolis mit Cynthia Johnson als Leadsängerin. 

## Biografie
Der Bandname war als Wortspiel auf den Begriff „lip-sync“ (lippensynchron zum Playback singen) konzipiert. Die Formation bestand neben Cynthia Johnson aus wechselnden Studiomusikern. Steven Greenberg schrieb und produzierte die meisten Lieder.
Lipps, Inc. landete 1980 mit dem Lied Funkytown einen Nummer-eins-Hit in Deutschland, der Schweiz, in Australien, in den USA sowie in 24 weiteren Ländern. Dies war der größte Erfolg der Band. Mit den Nachfolgesingles Rock It (1980), How Long (1981), Hold Me Down (1982) oder Addicted to the Night (1983) gelangen noch kleinere Erfolge, hauptsächlich in den US-amerikanischen Dance- und R&B-Charts. Letztendlich reiht sich Lipps, Inc. mit Funkytown in die Kategorie der One-Hit-Wonder ein. 
Funkytown wurde 1987 von der australischen Band Pseudo Echo gecovert. Ebenso gibt es eine Aufnahme der Gruppe Global Kryner. Das Lied erfreut sich bis heute großer Beliebtheit und wird immer wieder in Fernsehsendungen (The Simpsons, Friends etc.), Kinofilmen (Shrek 2 etc.), Videospielen, Werbekampagnen (z. B. für Areva Energy, FedEx, Nissan, McDonald’s) verwendet.

## Diskografie

### Alben
| Jahr | Titel          | Höchstplatzierung, Gesamtwochen/‑monate, AuszeichnungChartplatzierungen (Jahr, Titel, Platzierungen, Wochen/Monate, Auszeichnungen, Anmerkungen) | Höchstplatzierung, Gesamtwochen/‑monate, AuszeichnungChartplatzierungen (Jahr, Titel, Platzierungen, Wochen/Monate, Auszeichnungen, Anmerkungen) | Höchstplatzierung, Gesamtwochen/‑monate, AuszeichnungChartplatzierungen (Jahr, Titel, Platzierungen, Wochen/Monate, Auszeichnungen, Anmerkungen) | Höchstplatzierung, Gesamtwochen/‑monate, AuszeichnungChartplatzierungen (Jahr, Titel, Platzierungen, Wochen/Monate, Auszeichnungen, Anmerkungen) | Höchstplatzierung, Gesamtwochen/‑monate, AuszeichnungChartplatzierungen (Jahr, Titel, Platzierungen, Wochen/Monate, Auszeichnungen, Anmerkungen) | Anmerkungen                                               |
| Jahr | Titel          | DE | AT | CH | UK | US | Anmerkungen                                               |
| ---- | -------------- | --- | --- | --- | --- | --- | --------------------------------------------------------- |
| 1979 | Mouth to Mouth | DE11 (16 Wo.)DE | AT7 (2 Mt.)AT | — | — | US5 Gold · (26 Wo.)US | Erstveröffentlichung: November 1979 Verkäufe: + 1.500.000 |
| 1980 | Pucker Up      | — | — | — | — | US63 (9 Wo.)US |                                                           |

grau schraffiert: keine Chartdaten aus diesem Jahr verfügbar
Weitere Alben
- 1981: Designer Music
- 1983: 4

### Kompilationen
- 1985: Best
- 1992: Funkyworld: The Best of Lipps, Inc.
- 2003: Funkytown

### Singles
| Jahr | Titel Album              | Höchstplatzierung, Gesamtwochen/‑monate, AuszeichnungChartplatzierungen (Jahr, Titel, Album, Platzierungen, Wochen/Monate, Auszeichnungen, Anmerkungen) | Höchstplatzierung, Gesamtwochen/‑monate, AuszeichnungChartplatzierungen (Jahr, Titel, Album, Platzierungen, Wochen/Monate, Auszeichnungen, Anmerkungen) | Höchstplatzierung, Gesamtwochen/‑monate, AuszeichnungChartplatzierungen (Jahr, Titel, Album, Platzierungen, Wochen/Monate, Auszeichnungen, Anmerkungen) | Höchstplatzierung, Gesamtwochen/‑monate, AuszeichnungChartplatzierungen (Jahr, Titel, Album, Platzierungen, Wochen/Monate, Auszeichnungen, Anmerkungen) | Höchstplatzierung, Gesamtwochen/‑monate, AuszeichnungChartplatzierungen (Jahr, Titel, Album, Platzierungen, Wochen/Monate, Auszeichnungen, Anmerkungen) | Anmerkungen                                                 |
| Jahr | Titel Album              | DE | AT | CH | UK | US | Anmerkungen                                                 |
| ---- | ------------------------ | --- | --- | --- | --- | --- | ----------------------------------------------------------- |
| 1980 | Funkytown Mouth to Mouth | DE1 Gold · (25 Wo.)DE | AT1 (4½ Mt.)AT | CH1 (16 Wo.)CH | UK2 Gold · (13 Wo.)UK | US1 Platin · (23 Wo.)US | Erstveröffentlichung: 29. Januar 1980 Verkäufe: + 8.000.000 |
| 1980 | Rock It Mouth to Mouth   | — | — | — | — | US64 (7 Wo.)US | Erstveröffentlichung: August 1980                           |
| 1980 | How Long Pucker Up       | DE32 (10 Wo.)DE | — | — | — | — |                                                             |

Weitere Singles
- 1980: The Gossip Song
- 1980: Always Lookin’
- 1980: Designer Music
- 1981: Hold Me Down
- 1981: I Need Some Cash
- 1983: Addicted to the Night
- 1985: Does Anybody Know Me?
- 1988: Funki Town (Remix)

## Auszeichnungen für Musikverkäufe
| Goldene Schallplatte - Frankreich - 1980: für das Album Mouth to Mouth - 1980: für die Single Funkytown - Hongkong - 1981: für das Album Pucker Up - Kanada - 1980: für das Album Mouth to Mouth - Neuseeland - 1980: für die Single Funkytown | Platin-Schallplatte - Hongkong - 1981: für das Album Mouth to Mouth 2× Platin-Schallplatte - Kanada - 1980: für die Single Funkytown |

Anmerkung: Auszeichnungen in Ländern aus den Charttabellen bzw. Chartboxen sind in ebendiesen zu finden.
| Land/RegionAuszeichnungen für Musikverkäufe (Land/Region, Auszeichnungen, Verkäufe, Quellen) | Gold     | Platin     | Verkäufe  | Quellen           |
| -------------------------------------------------------------------------------------------- | -------- | ---------- | --------- | ----------------- |
| Deutschland (BVMI)                                                                           | Gold1    | —          | 250.000   | musikindustrie.de |
| Frankreich (SNEP)                                                                            | 2× Gold2 | —          | 600.000   | infodisc.fr       |
| Hongkong (IFPI/HKRIA)                                                                        | Gold1    | Platin1    | 30.000    | ifpihk.org        |
| Kanada (MC)                                                                                  | Gold1    | 2× Platin2 | 350.000   | musiccanada.com   |
| Neuseeland (RMNZ)                                                                            | Gold1    | —          | 10.000    | Einzelnachweise   |
| Vereinigte Staaten (RIAA)                                                                    | Gold1    | Platin1    | 2.500.000 | riaa.com          |
| Vereinigtes Königreich (BPI)                                                                 | Gold1    | —          | 400.000   | bpi.co.uk         |
| Insgesamt                                                                                    | 8× Gold8 | 4× Platin4 |           |                   |

## Künstlerauszeichnungen
- Drei Billboard Music Awards, 1980
- Aufnahme in Minnesota Music Hall of Fame
- Aufnahme in Rock & Roll Hall of Fame, Cleveland Ohio